# Kaarmise järv
Karmise järv (järv = See) ist ein Gewässer in der Landgemeinde Saaremaa auf der größten estnischen Insel Saaremaa in der Ostsee. Es hat die ungefähre Form eines Dreieckes. Am Ufer des Sees liegt das Dorf Kaarmise. Im See leben die beiden Fischspezies Karausche und Hecht. Außerdem hat er eine hohe Makrophytenpopulation.